# Pyhra
Pyhra ist eine Marktgemeinde mit 3615 Einwohnern (Stand 1. Jänner 2025) im Bezirk St. Pölten in Niederösterreich.

## Geografie
Pyhra liegt im Hügelland des Mostviertels in Niederösterreich südöstlich von St. Pölten. Das Gemeindegebiet wird von der Perschling durchflossen. Höchste Erhebung ist der Amerlingkogel (628 Meter).
Die Fläche der Marktgemeinde umfasst 66,76 Quadratkilometer. Davon sind 53 Prozent landwirtschaftliche Nutzfläche und 40 Prozent der Fläche sind bewaldet, u. a. vom Kyrnberger Wald.

### Gemeindegliederung
Das Gemeindegebiet umfasst folgende 37 Ortschaften (in Klammern Einwohnerzahl Stand 1. Jänner 2025):
- Adeldorf (38)
- Aigen (20)
- Atzling (33) samt Pitzelsberg
- Auern (105)
- Baumgarten (10)
- Blindorf (20)
- Brunn (93)
- Ebersreith (28)
- Egelsee (36)
- Fahra (47)
- Gattring-Raking (62) samt Gattring und Raking
- Getzersdorf (57)
- Heuberg (483) samt Im Steg
- Hinterholz (45)
- Hummelberg bei Hinterholz (25)
- Kirchweg (71)
- Nützling (98)
- Oberburbach (37)
- Obergrub (38)
- Oberloitzenberg (10)
- Obertiefenbach (80)
- Perersdorf (68) samt Gunersdorf
- Perschenegg (182) samt Innerkogelbach und Mayring
- Pyhra (1213)
- Reichenhag (101)
- Reichgrüben (40)
- Schauching (110)
- Schnabling (86)
- Steinbach (5)
- Unterburbach (10)
- Unterloitzenberg (10)
- Wald (212)
- Weinzettl (28)
- Wieden (46) samt Blumauerhof
- Windhag (2)
- Zell (39)
- Zuleithen (27)

Die Gemeinde besteht aus den Katastralgemeinden Adeldorf, Atzling, Auern, Blindorf, Brunn, Ebersreith, Egelsee, Fahra, Getzersdorf, Heuberg, Hinterholz, Hummelberg bei Pyhra, Loitzenberg, Nützling, Obergrub, Obertiefenbach, Perersdorf, Probstwald, Pyhra, Reichenhag, Reichgrüben, Schauching, Schnabling, Wald, Weinzettl, Wieden bei Pyhra, Zell und Zuleithen.
Probstwald ist die einzige Katastralgemeinde, die keine Einwohner zu verzeichnen hat.

### Nachbargemeinden
| St. Pölten (P) |                                             | Böheimkirchen            |
|                | Kompassrose, die auf Nachbargemeinden zeigt | Kasten bei Böheimkirchen |
| Wilhelmsburg   | St. Veit an der Gölsen (LF)                 | Michelbach               |

## Geschichte
Im Altertum war das Gebiet Teil der römischen Provinz Noricum.
Die erste urkundliche Erwähnung erfolgte 1058 als Heinrich IV. der Witwe des Markgrafen Adalbert, Frowila, zwanzig Huben in Pirchehe (Pyhra) übergab. Der Name stammt vom mittelhochdeutschen Wort pirche für „Birken“.
Die Gründung der Kirche erfolgte 1083 durch Bischof Altmann von Passau, der auch das Stift Göttweig gründete, das die Grundherrschaft über Pyhra besaß. Zur Zeit des ersten Türkeneinfalls (1529) wurden Pfarrhof, die Kirche und der ganze Ort zerstört. Die zwischenzeitlich protestantische Gemeinde gelangte wieder unter die Herrschaft des  Abts von Göttweig. Zur Zeit des zweiten Türkeneinfalls (1683) ist von 130 abgebrannten Häusern, 34 niedergemachten Hausleuten, 100 „hinweggefangenen“ Hausleuten, 245 Kindern, 109 Dienstboten (ebenfalls in die Gefangenschaft geschleppt) die Rede. Die Kirchenruine St. Cäcilia wurde 1805 beim Durchmarsch der Franzosen zerstört.

### Einwohnerentwicklung
| Pyhra: Einwohnerzahlen von 1869 bis 2025            | Pyhra: Einwohnerzahlen von 1869 bis 2025 | Pyhra: Einwohnerzahlen von 1869 bis 2025 | Pyhra: Einwohnerzahlen von 1869 bis 2025 | Pyhra: Einwohnerzahlen von 1869 bis 2025 |
| --------------------------------------------------- | ---------------------------------------- | ---------------------------------------- | ---------------------------------------- | ---------------------------------------- |
| Jahr                                                |                                          |                                          |                                          | Einwohner                                |
| 1869                                                | 1869                                     |                                          | 2.969                                    | 2.969                                    |
| 1880                                                | 1880                                     |                                          | 2.999                                    | 2.999                                    |
| 1890                                                | 1890                                     |                                          | 2.858                                    | 2.858                                    |
| 1900                                                | 1900                                     |                                          | 2.798                                    | 2.798                                    |
| 1910                                                | 1910                                     |                                          | 2.820                                    | 2.820                                    |
| 1923                                                | 1923                                     |                                          | 2.860                                    | 2.860                                    |
| 1934                                                | 1934                                     |                                          | 2.855                                    | 2.855                                    |
| 1939                                                | 1939                                     |                                          | 2.782                                    | 2.782                                    |
| 1951                                                | 1951                                     |                                          | 2.854                                    | 2.854                                    |
| 1961                                                | 1961                                     |                                          | 2.776                                    | 2.776                                    |
| 1971                                                | 1971                                     |                                          | 2.884                                    | 2.884                                    |
| 1981                                                | 1981                                     |                                          | 2.955                                    | 2.955                                    |
| 1991                                                | 1991                                     |                                          | 3.082                                    | 3.082                                    |
| 2001                                                | 2001                                     |                                          | 3.286                                    | 3.286                                    |
| 2011                                                | 2011                                     |                                          | 3.412                                    | 3.412                                    |
| 2021                                                | 2021                                     |                                          | 3.632                                    | 3.632                                    |
| 2025                                                | 2025                                     |                                          | 3.615                                    | 3.615                                    |
| Quelle(n): Statistik Austria, Gebietsstand 1.1.2021 |                                          |                                          |                                          |                                          |

## Kultur und Sehenswürdigkeiten

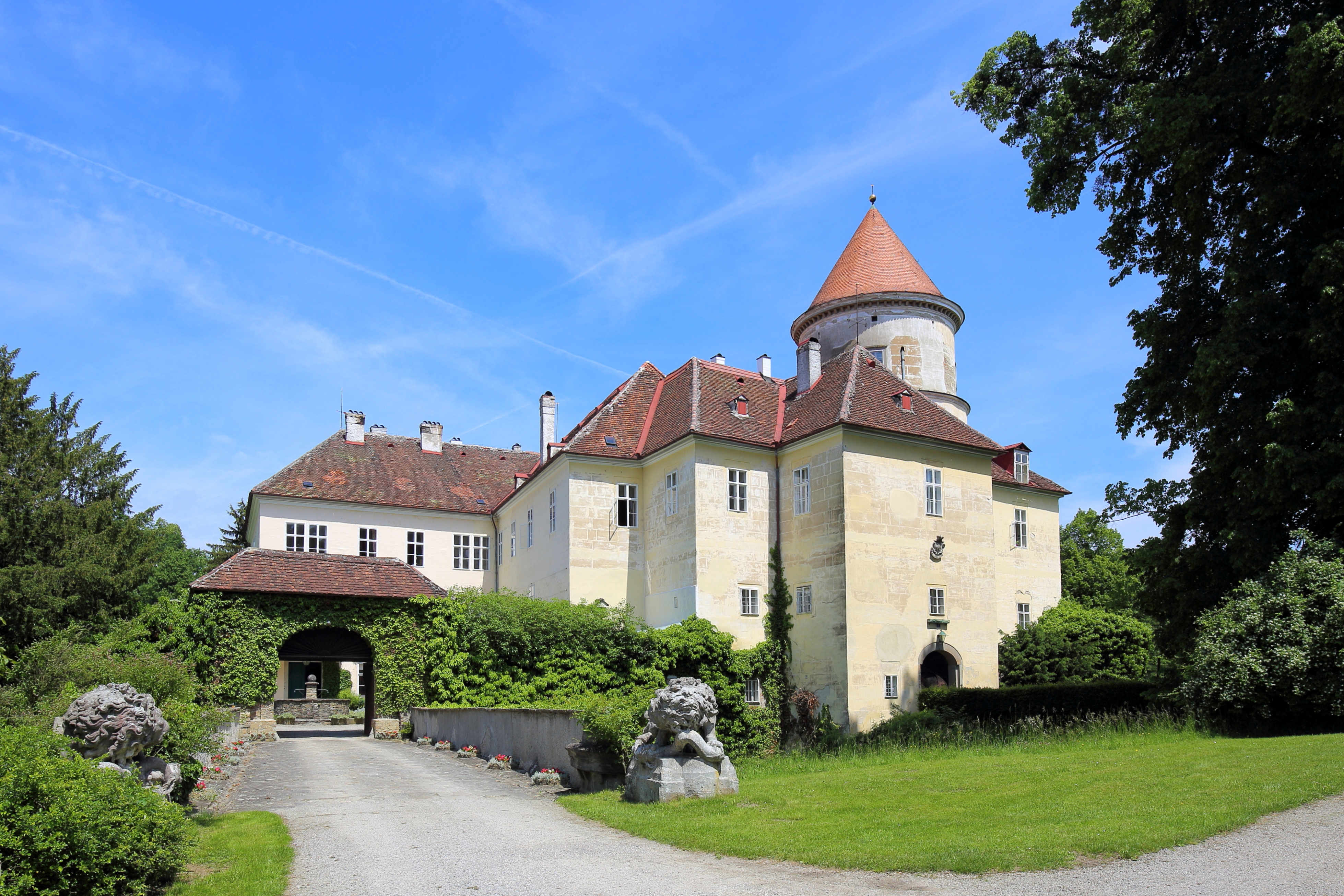
Schloss Wald

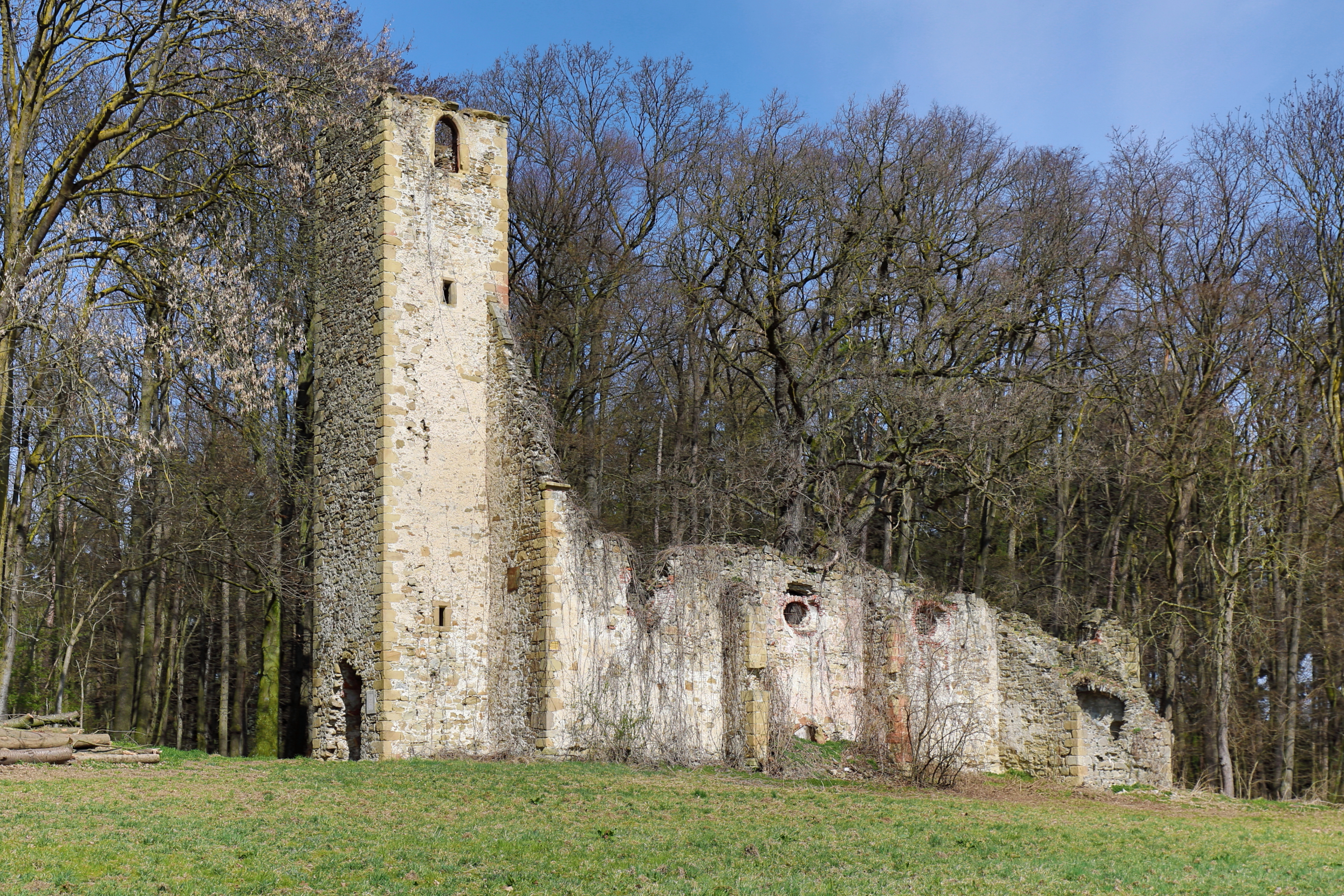
Kirchenruine St. Cäcilia

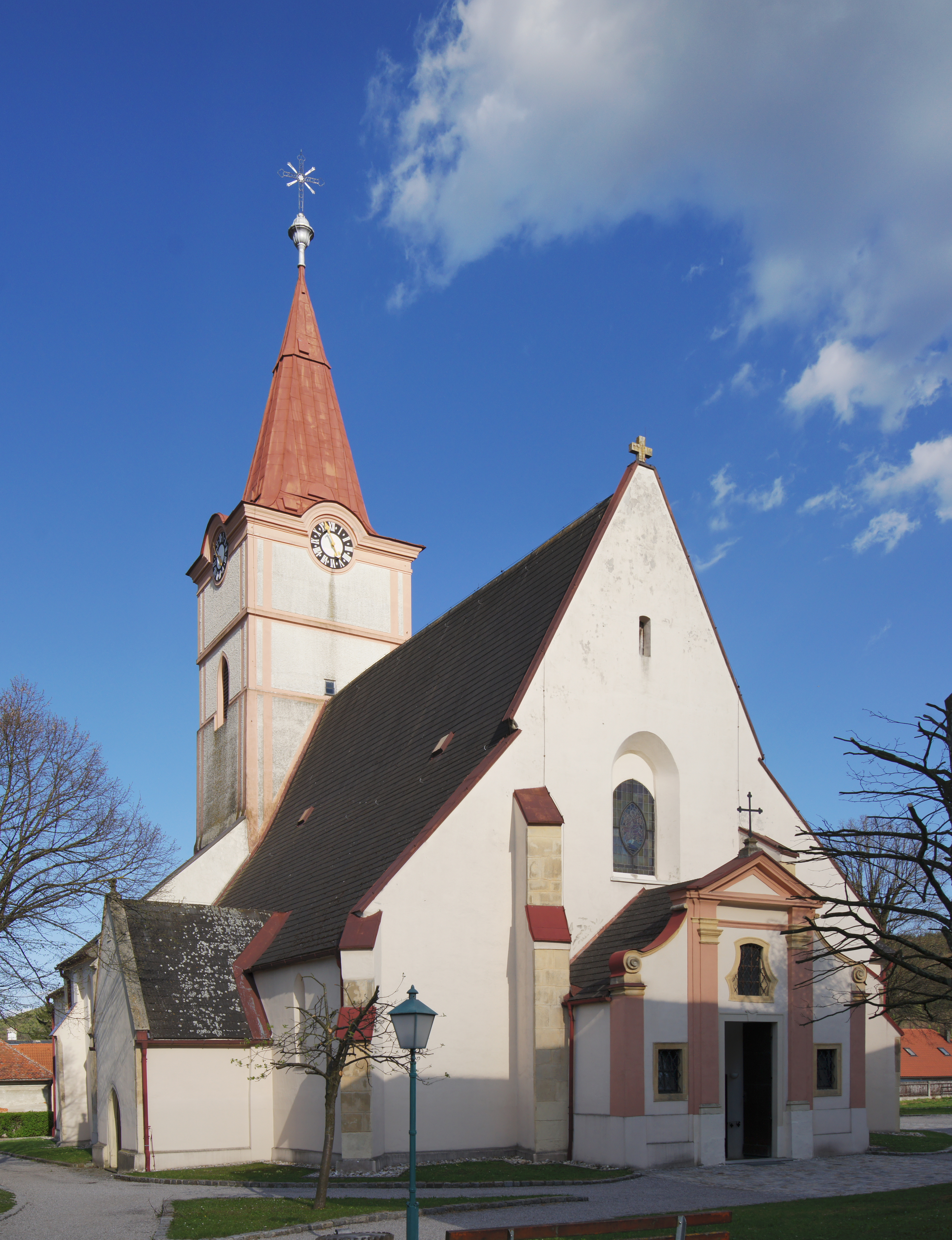
Pfarrkirche Pyhra bei St. Pölten

- Schloss Wald: Im Laufe der Geschichte wurde das Schloss mehrmals erobert; unter anderem 1485 durch den ungarischen König Matthias Corvinus und 1683 im Zuge der Zweiten Wiener Türkenbelagerung.[4]
- Kirchenruine St. Cäcilia
- Katholische Pfarrkirche Pyhra bei St. Pölten hl. Margareta
- Katholische Pfarrkirche Wald in Pyhra Mariä Himmelfahrt

## Wirtschaft und Infrastruktur

### Wirtschaftssektoren
Von den 179 landwirtschaftlichen Betrieben des Jahres 2010 wurden 106 im Haupt-, 66 im Nebenerwerb, 5 von Personengemeinschaften und 2 von juristischen Personen geführt. Im Produktionssektor arbeiteten 125 Erwerbstätige in der Bauwirtschaft, 34 im Bereich Herstellung von Waren, 2 in der Wasserver- und Abfallentsorgung und 1 in der Energieversorgung. Die wichtigsten Arbeitgeber des Dienstleistungssektors waren die Bereiche soziale und öffentliche Dienste (174) und Handel (84 Mitarbeiter).
| Wirtschaftssektor            | Anzahl Betriebe | Anzahl Betriebe | Erwerbstätige | Erwerbstätige |
| Wirtschaftssektor            | 2011            | 2001            | 2011          | 2001          |
| ---------------------------- | --------------- | --------------- | ------------- | ------------- |
| Land- und Forstwirtschaft 1) | 179             | 207             | 209           | 219           |
| Produktion                   | 32              | 24              | 162           | 230           |
| Dienstleistung               | 180             | 58              | 380           | 244           |

1) Betriebe mit Fläche in den Jahren 2010 und 1999

### Schule und Bildung

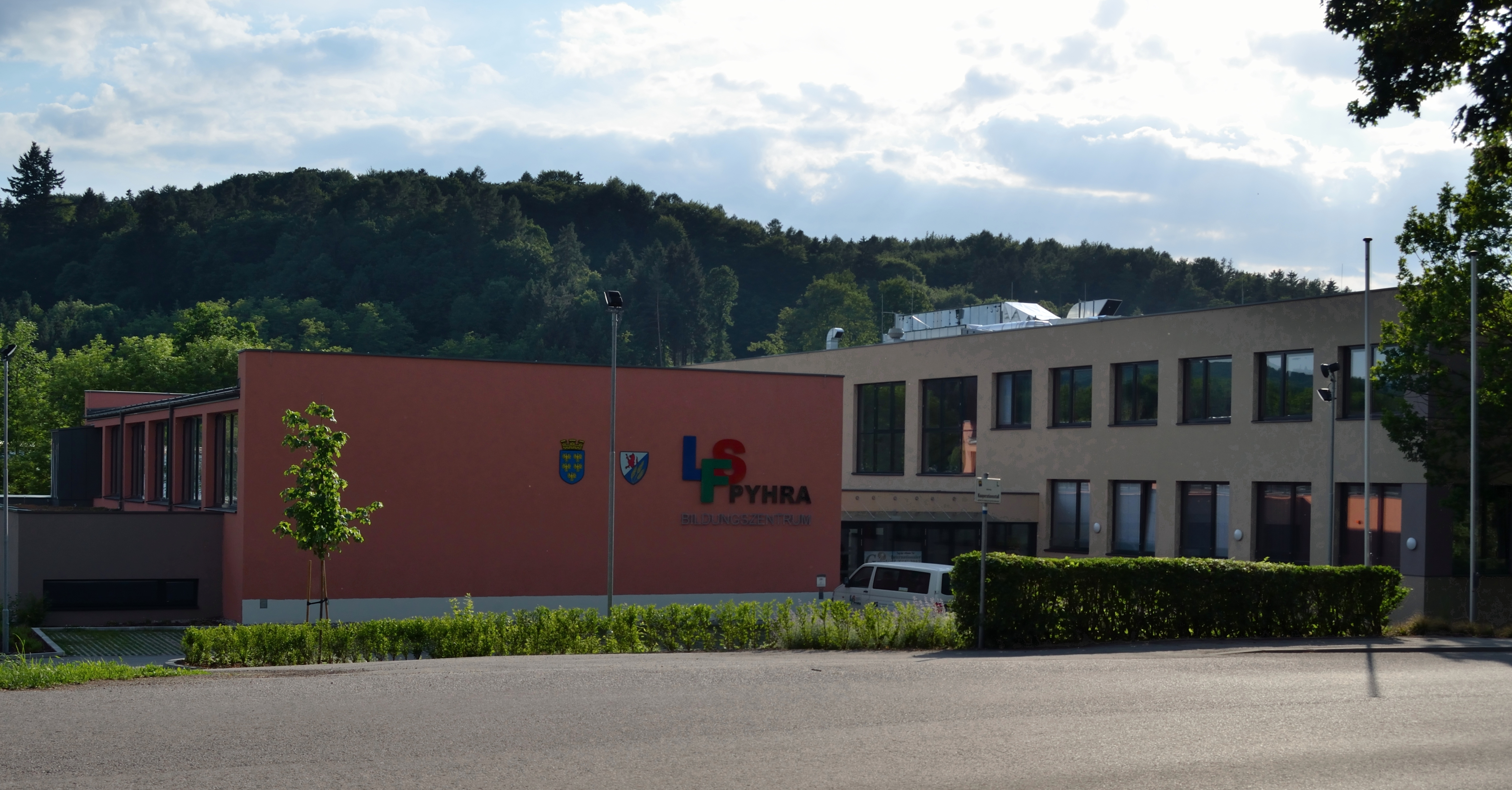
Landwirtschaftliche Fachschule

Die Gemeinde bietet folgende Bildungseinrichtungen:
- NÖ Landeskindergarten
- Volksschule Pyhra
- Europa-Mittelschule Pyhra
- Landwirtschaftliche Fachschule Pyhra
- Musikschule Perschlingtal

## Politik

### Gemeinderat
In den Gemeinderat werden 23 Mandatare gewählt
- Nach der Gemeinderatswahl 2000 ergab sich folgende Mandatsverteilung: ÖVP 15, SPÖ 4, Werkstatt 2, FPÖ 2.[9]
- Nach der Gemeinderatswahl 2005 ergab sich folgende Mandatsverteilung: ÖVP 15, SPÖ 5, Werkstatt 1, Für Pyhra 1.[10]
- Nach der Gemeinderatswahl 2010 ergab sich folgende Mandatsverteilung: ÖVP 16, SPÖ 5, FPÖ 1, Für Pyhra 1.[11]
- Nach der Gemeinderatswahl 2015 ergab sich folgende Mandatsverteilung: ÖVP 14, SPÖ 4, NEOS 4, FPÖ 1.[12]
- Nach der Gemeinderatswahl 2020 ergab sich folgende Mandatsverteilung: ÖVP 15, SPÖ 4, NEOS 3, FPÖ 1.[13]
- Nach der Gemeinderatswahl 2025 ergab sich folgende Mandatsverteilung: ÖVP 13, SPÖ 5, NEOS 2, FPÖ 3.[14]

### Bürgermeister
Bürgermeister der Marktgemeinde war bis 2024 Günter Schaubach, Amtsleiterin Susanne Sailer.
Nach Kritik an einem Grundstücksgeschäft gab Schaubach seinen Rücktritt bekannt, Ende Juni 2024 folgte ihm die bisherige geschäftsführende Gemeinderätin und Bauernbundobfrau Monika Fischer als Bürgermeisterin nach.

### Wappen
Der Gemeinde wurde 1964 folgendes Wappen verliehen:
Blasonierung: „Schräg links geteilt von Silber und Blau, oben ein wachsender steigender roter Wolf, unten drei an den Halmenden verbundene schräglinke goldene Roggenähren, die mittlere länger.“
Der Wolf stammt aus dem Familienwappen der Herren von Wald, die im 16. Jahrhundert Herrschaften in Pyhra waren. Die Ähren stehen für die landwirtschaftliche Prägung der Gemeinde.

## Persönlichkeiten
- Karl Kupelwieser (1841–1925), Jurist, Land- und Forstwirt und Mäzen
- Maximilian Lenz (1860–1948), Maler, Graphiker und Bildhauer
- Carl Salcher (1863–1906), Bürgermeister
- Karl Eichinger (1897–1983), Politiker und Landwirt
- Franz Müllner (1896–1980), Politiker und Landwirt
- Maria Emhart (1901–1981), Widerstandskämpferin und Politikerin
- Karl Schmitzer (1926–2011), Politiker und Fachschuldirektor
- Monika Ballwein (* 1967), Sängerin, Vocalcoach und Songwriterin
- Michael Ambichl (* 1991), Profifußballer